# Leone Carpi
Leone Carpi (né le 7 septembre 1810 à Cento, dans la province de Ferrare et mort le 19 janvier 1898 à Rome) est un économiste, un homme politique et un journaliste italien.

## Biographie
En 1849, Leone Carpi est un personnage important de la défense de la République romaine. Après l'échec de celle-ci, il part en exil.
Carpi est le premier député juif élu au Parlement italien, de la cité de Ferrare. À la fin de son mandat, il partage son temps entre Bologne et Rome, où il est collaborateur du journal Il popolo romano. Il met en lumière, les conditions morales et sociales de l'Italie unifiée avec les informations recueillies auprès des bureaux du gouvernement.
Dans Dell'Emigrazione, il rapporte qu'environ 550 000 italiens vivent dans ce qu'il appelle des « colonies italiennes » à l’étranger. Quasiment la moitié de ceux-ci vivent en Amérique du Sud, principalement en Argentine, en Uruguay et au Brésil méridional, 9 % vivent en Amérique du Nord, principalement aux États-Unis. Un autre tiers vit en Europe transalpine[Quoi ?] et 15 % en Afrique du Nord, en Grèce et au Moyen-Orient.
Son unique écrit relatif à la thématique juive est Alcune parole sugli israeliti in occasione di un secreto pontifico d'interdizione.

## Ses œuvres (non traduites)
- (it) Il Risorgimento Italiano : Biografie Storico-Politiche d'Illustri Italiani Contemporanei, vol. 1, 2, 3 et 4, Milan, F. Vallardi, 1884, 1886, ?, 1888
- (it) Questioni finanziarie, Turin, 1861, 173 p. (lire en ligne)
- (it) Del credito, delle banche e delle casse di risparmio nei loro rapporti coll'agricoltura, Turin, Tipografia economica diretta da Barera, 1857, 264 p. (lire en ligne)
- (it) Come e dove rinacque la marina d'Israele : La scuola maritima del "Bethar" a Civitavecchia, Nemi, 1965, 160 p. (lire en ligne)
- (it) Non più illusioni : Cenni sugli attuali avvenimenti italiani, Turin, Tipografia Arnaldi, 1860, 42 p. (lire en ligne)
- (it) Del riordinamento amministrativo del regno : e del sistema proposto dal Ministro dell'Interno nel suo discorso inaugurale dei lavori della Commissione speciale presso il Consiglio di Stato, Bologne, Regia Tipografia, 1860, 46 p. (lire en ligne)
- (it) Delle Colonie e dell'Emigrazione degl'Italiani all'Estero nei Loro Rapporti coll'Agricoltura, Industria, e Commercio, Milan, D. Salvi e C, 1874 (lire en ligne)
- (it) L'Italia Vivente : Aristocrazia di nascita e del danaro : Borghesia - Clero - Burocrazia : Studi sociali, Milan, 1878, 602 p. (lire en ligne)
- (it) Alcune parole sugli israeliti in occasione di un secreto pontifico d'interdizione, Florence, G. Pomba, 1847, 2e éd., 30 p. (lire en ligne)
- (it) Scienze economiche dell'intervento dei capitali esteri nella intrapresa delle strade ferrate, 1846 (lire en ligne)
- (it) La schiatta ebrea davanti all'umanita : in risposta al senatore Mantegazza, Tip. nazionale, 1886, 27 p. (lire en ligne)
- (it) Statistica Illustrata dell'Emigrazione, Rome, 1878
- (it) L'Italia all'Estero, Rome, 1887

## Source
- (it) Cet article est partiellement ou en totalité issu de l’article de Wikipédia en italien intitulé « Leone Carpi » (voir la liste des auteurs).